# Luís Henrique Dias
Luís Henrique Dias, detto Luís Henrique (Iracemápolis, 18 maggio 1960), è un ex calciatore brasiliano, di ruolo portiere.

## Carriera

### Club
Ha giocato per la maggior parte della sua carriera con il Criciúma, con cui ha disputato 28 partite. Si è ritirato nel 1993 con la maglia dell'Atlético Mineiro a 33 anni dopo aver disputato due gare durante il campionato di calcio brasiliano 1993.

### Nazionale
Con la Nazionale di calcio del Brasile ha giocato durante Los Angeles 1984, disputando anche i Giochi Panamericani del 1979 e il Torneo Pre-Olimpico CONMEBOL 1980 da titolare.

## Palmarès

### Nazionale
- Giochi panamericani: 1

San Juan 1979
- Argento olimpico: 1

Los Angeles 1984